# 祖弗 (加利福尼亞州)
祖弗（英語：Zuver）是位於美國加利福尼亞州普萊瑟縣的一個非建制地區。該地的面積和人口皆未知。

## 地理
祖弗的座標為38°58′27″N 120°36′00″W / 38.97417°N 120.60000°W，而該地的平均海拔高度為1195米（即3921英尺）。